# Herkules w Nowym Jorku
Herkules w Nowym Jorku (ang. Hercules in New York) – amerykański film przygodowy fantasy z 1969 roku. Film swobodnie nawiązuje do postaci Herkulesa (Heraklesa) z mitologii greckiej.
W filmie tym zadebiutował mało wówczas znany austriacki kulturysta Arnold Schwarzenegger. Film ten stał się początkiem jego kariery filmowej. 

## Treść
Herkules jest znudzony życiem na Olimpie. Pragnie na jakiś czas powrócić na Ziemię. Jednak jego ojciec, władca bogów Zeus, sprzeciwia się temu. Po kolejnej kłótni, w wyniku przypadkowego uderzenia pioruna, Herkules zostaje jednak strącony na Ziemię, do Nowego Jorku. Na początku heros nie potrafi się odnaleźć w dwudziestym wieku w wielkim mieście. Wkrótce jednak poznaje piękną córkę pewnego profesora. 

## Główne role
- Arnold Schwarzenegger: Herkules
- Arnold Stang: Pretzie
- Deborah Loomis: Helen Camden
- James Karen: Profesor Camden
- Ernest Graves: Zeus
- Michael Lipton: Pluto
- Merwin Goldsmith: Maxie
- Richard Herd: Trener Johnny
- Taina Elg: Nemesis

## Dystrybucja VHS
Film został wydany na kasecie VHS z polskim lektorem.
- Dystrybucja: Elgaz
- Wersja polska: ARE Studio Video w Gdyni
- Lektor: Jan Suzin